# 陳紀 (潁川)
陳 紀（ちん き、129年 - 199年）は、中国後漢末期の政治家。字は元方。豫州潁川郡許県（現在の河南省許昌市建安区）の出身。父の陳寔、弟の陳諶と共に三君と並び称された。子は陳羣。

## 経歴
父の陳寔が清流派として天下に名を博しており、その影響で陳紀も党錮の禁によって官職に就くことができず、陳紀は家にこもり『陳子』という書物を著していた。
中平元年（184年）、黄巾の乱が発生すると霊帝が大赦を行ったため、仕官の道が開かれ、陳紀は四府（大尉府、司徒府、司空府、大将軍府）から招聘を受けたが、これらを辞退した。
中平6年（189年）、董卓が洛陽を掌握すると、陳紀は五官中郎将に任じられ、やむを得ず入京した、後に侍中に遷った。
初平元年（190年）、陳紀は平原相に任命された。董卓は長安への遷都を考えており、陳紀に是非を問うたが、これに反対した。董卓は不満であったが、陳紀の名声には敬意を払っていた。このころ陳紀を司徒に任じようという議論が起こったが、陳紀は朝廷が乱れているの見て、行装を整理することなく、急いで平原国に赴任した。この後に太僕を拝命し尚書令となった。
建安元年（196年）、献帝が袁紹を太尉に任命した際、袁紹は大将軍であった曹操の下になるのを恥とし陳紀にその位を譲ろうとしたが、陳紀はこれを受けなかった。献帝は改めて陳紀を大鴻臚に任命した。
建安4年（199年）6月、陳紀は71歳で在任中に亡くなった。

## 逸話
蜀漢を建国した劉備は、諸葛亮に「これまで陳紀殿や鄭玄殿の所へ赴き、いつも政治について素晴らしい教えを受けていた」と語ったという。劉備は豫州刺史であった時期に陳紀の息子陳羣を登用している。
『世説新語』には陳紀一族の逸話が多数収録されており、以下のものがある。
- 華歆は子弟を遇すること、甚だ整い、くつろいだ部屋の中でも厳として朝廷の儀式にのぞむようにだった。
陳元方（陳紀）兄弟は、柔愛の道を思うままにしていた。
しかも両家とも平穏の道を失ってなどいなかった。
- 陳元方の子の長文（陳羣）には英才があった。季方の子の孝先（陳忠）と各々父の功徳を論じ、争ったが決着はつかなかった。
そこで祖父の陳寔にたずねると「元方は兄たりがたく、季方もまた弟たりがたし（甲乙つけ難い）」[4]
- 陳太丘（陳寔）が荀朗陵（荀淑）を訪問したが、貧しく従者もいなかった。
なので元方（長男の陳紀）に車の御をさせ、季方（弟の陳諶）に杖を持たせ従わせた。長文（孫の陳羣）はまだ幼かったので車に乗せた。
到着すると、荀淑は叔慈（荀靖）を門で応対させ、慈明（荀爽）に酒をすすめさせ、残りの六龍に給仕させた。文若（荀彧）もまた幼かったので膝の上に座らせた。
このとき、太史（天文を司る役人）が上奏した。真人（完全な道徳を身につけた人）が東行しましたと。